# Kać
Kać (serb. Каћ) – miasto w Serbii; w Wojwodinie; w okręgu południowobačkim; niedaleko Nowego Sadu; 13 tys. mieszkańców (2006). Przemysł spożywczy.